# Orliak
Orliak (búlgaro: Орляк; rumano: Trupcilar) es un pueblo de Bulgaria perteneciente al municipio de Tervel de la provincia de Dobrich.
Con 1749 habitantes en 2011, es la segunda localidad más importante del municipio tras la capital municipal Tervel.
Según el censo de 2011, las etnias mayoritarias son los gitanos (40,13%) y los turcos (39,5%). En el pueblo solamente vive un 6,06% de búlgaros. El 14,29% de los habitantes no respondió a la pregunta de la etnia en el censo.
Se ubica unos 10 km al sur de Tervel, en el cruce de las carreteras 207 y 2075.